# たましいによろしく
『たましいによろしく』は、日本のロックバンド、フラワーカンパニーズの12枚目のスタジオ・アルバム。2008年11月26日、ソニー・ミュージックアソシエイテッドレコーズよりリリース。

## 概要
- オリジナルアルバムとしては前作より2年5ヶ月ぶりのリリース。20thシングル「この胸の中だけ」と同時発売。
- 本作よりレーベルをソニー・ミュージックアソシエイテッドレコーズに移籍。7年8ヶ月ぶりのメジャーレーベル復帰となった。
- 2005年頃から行われていた鈴木のソロライブで歌っていた曲をバンド形態でやってみようと録音した曲で構成されている[1]。そのため収録曲はすべて鈴木の作詞作曲によるもの。これは全アルバムを通して初めてのことであった。
- 初回限定盤のみDVD付。

## 収録曲
| 全作詞・作曲: 鈴木圭介、全編曲: フラワーカンパニーズ。 |                                  |          |            |      |
| #                                                      | タイトル                         | 作詞     | 作曲・編曲 | 時間 |
| 1.                                                     | 「大人の子守歌唄」               | 鈴木圭介 | 鈴木圭介   | 5:56 |
| 2.                                                     | 「この胸の中だけ」               | 鈴木圭介 | 鈴木圭介   | 5:45 |
| 3.                                                     | 「SHAKE MY LIFE」                | 鈴木圭介 | 鈴木圭介   | 3:42 |
| 4.                                                     | 「変わらないもの」               | 鈴木圭介 | 鈴木圭介   | 4:11 |
| 5.                                                     | 「たましいによろしく」           | 鈴木圭介 | 鈴木圭介   | 5:57 |
| 6.                                                     | 「ロックンロール・スターダスト」 | 鈴木圭介 | 鈴木圭介   | 3:41 |
| 7.                                                     | 「あの日見た青い空」             | 鈴木圭介 | 鈴木圭介   | 3:01 |
| 8.                                                     | 「上京14才」                     | 鈴木圭介 | 鈴木圭介   | 4:23 |
| 9.                                                     | 「終身刑」                       | 鈴木圭介 | 鈴木圭介   | 3:41 |
| 10.                                                    | 「ふっ飛んでJUMP」               | 鈴木圭介 | 鈴木圭介   | 3:07 |
| 11.                                                    | 「自己満足からはじめよう」       | 鈴木圭介 | 鈴木圭介   | 3:32 |
| 12.                                                    | 「サヨナラBABY」                 | 鈴木圭介 | 鈴木圭介   | 3:52 |
| 合計時間:                                              | 合計時間:                        | 50:48    |            |      |

| #  | タイトル                        | 作詞 | 作曲・編曲 |
| -- | ------------------------------- | ---- | ---------- |
| 1. | 「この胸の中だけ (Video Clip)」 |      |            |

## 演奏
- 鈴木圭介 - ボーカル、ハープ
- グレートマエカワ - ベース
- 竹安堅一 - ギター
- ミスター小西 - ドラムス
- 奥野真哉 - ピアノ, オルガン, シンセサイザー (#4,5)
- うつみようこ - パーカッション, コーラス (#6,7)